# François Bassères
François Bassères (Banyuls de la Marenda, 23 de novembre del 1863 - Perpinyà?, 12 d'abril del 1949) va ser un metge militar rossellonès que feu la primera guerra mundial amb el general Joffre. Molt amic d'Aristides Maillol, pòstumament hom en publicà els records en un llibre biogràfic.

## Biografia
Era fill d'un capità de marina i nebot del Secretari de l'ajuntament de Banyuls. Després d'estudiar al pensionat de Sant Lluís Gonçaga de Perpinyà (fundat de poc, el 1865, pel bisbe Etienne Ramadié i l'abbé Roca), el 1883 s'allistà a l'exèrcit francès. Com a estudiant de medicina al Servei de Sanitat Militar, va ser metge intern a l'hospital militar de Bordeus. Passà per diversos destins, i del 1892 al 1898 romangué a l'hospital militar d'Alger, on ascendí a "médecin-major de 2e classe" el 1894. Després d'estar tres anys al 19è. Regiment d'Artilleria (1898-1900), va romandre un temps com a metge de l'Escola Superior de Guerra (1900-1903). El 1903 esdevingué "Médecin-major de 1e classe", amb plaça al 31è. Regiment d'Infanteria; a l'any següent va ser destinat a l'hospital militar de Perpinyà com a cap de servei, i el 1922 fou traslladat a Tarba, als Alts Pirineus. Ja amb el grau de "médecin principal de 1e classe", durant la primera guerra mundial serví amb el també nord-català mariscal Joffre: entre gener del 1915 i setembre del 1917 va ser metge en cap del Servei de sanitat del G.Q.G.; de setembre del 1917 a gener del 1918 va ser Cap superior de Sanitat del 36è. Cos d'Exèrcit, i del 1918 al 1919 ho fou del 3r. Exèrcit.
Del gener del 1919 al març del 1920 va ser director de Sanitat de la 16a. Regió militar i del 16è Cos d'exèrcit, i ja amb el títol de "Metge-inspector general", del març del 1920 al novembre del 1925 va ser director del Servei de Sanitat de la 15a. regió militar (Marsella) i del 15è. Cos d'exèrcit, alhora que membre del Consell Consultiu de Sanitat Francès. Al 23 de novembre del 1925 passà a la reserva amb el grau de metge inspector general. Havia fet 41 anys de servei i 12 campanyes.
Tota la seva vida, ja des del col·legi, tingué íntima amistat amb el gran escultor Aristides Maillol, i les notes on documentà aquesta amistat foren publicades pòstumament per la seva filla. Va ser nomenat cavaller (1904), oficial (1916) i comandant (1922) de la Legió d'Honor; i Banyuls dedicà la plaça Médecin général Bassères a la seva memòria.

## Obres
- Considérations sur la Chirurgie Oculaire à la Clinique Ophtalmologique de Bordeaux. Hôpital Saint-André [Tesi doctoral].  Bordeaux: Veuve Cadoret, 1887.
- «Lésions traumatiques mortelles de la moelle et du bulbe par hyperflexion ou hyperextension de la tête». Archives de Médecine et de Pharmacie Militaires, 38, 1901, pàg. 328-334.
- Médecin inspecteur général Bassères. Le Service de santé de la troisième armée pendant la bataille de France.  París: Lavauzelle, 1922.
- Maillol, mon ami.  Perpinyà: Mme. Francois Bassères (Impr. Comet), 1979.[Enllaç no actiu]